# 桃園市大專院校列表
桃園市現有16所大專院校，以下列出桃園市境內的大專院校、軍警學校、宗教研修學院列表:

## 高等教育

### 公立
| 學校名稱         | 創校時間 （復校/升格時間） | 學校前身                                               | 學校地址                          | 網址                        |
| 國立中央大學     | 1915年 （1979年）          | 國立南京高等師範學校 國立中央大學理學院                | [320]桃園市中壢區中大路300號      | 連結 （页面存档备份，存于） |
| 國立體育大學     | 1987年 （2009年）          | 國立體育學院                                           | [333]桃園市龜山區文化一路250號    | 連結                        |
| 國立臺灣海洋大學 | 1953年 （1989年）          | 臺灣省立海事專科學校 臺灣省立海洋學院 國立臺灣海洋學院 | [333]桃園市觀音區（桃園觀音校區） | 連結 （页面存档备份，存于） |

### 私立
| 學校名稱 | 創校時間 （復校/升格時間） | 學校前身                                                        | 學校地址                               | 網址                        |
| 中原大學 | 1955年 （1980年）          | 中原理工學院                                                    | [320]桃園市中壢區中北路200號           | 連結 （页面存档备份，存于） |
| 銘傳大學 | 1957年 （1997年）          | 銘傳女子商業專科學校（1957~1990年） 銘傳管理學院（1990~1997年） | [333]桃園市龜山區德明路5號（桃園校區） | 連結 （页面存档备份，存于） |
| 長庚大學 | 1987年 （1997年）          | 長庚醫學院（1987~1993年） 長庚醫學暨工程學院（1993~1997年）     | [333]桃園市龜山區文化一路259號         | 連結 （页面存档备份，存于） |
| 元智大學 | 1987年 （1997年）          | 元智工學院                                                      | [320]桃園市中壢區遠東路135號           | 連結 （页面存档备份，存于） |
| 開南大學 | 2000年 （2006年）          | 開南管理學院                                                    | [338]桃園市蘆竹區開南路1號             | 連結 （页面存档备份，存于） |

## 技職教育

### 公立
| 學校名稱                      | 創校時間 （復校/升格時間） | 學校前身                                                                                                   | 學校地址                                     | 網址                        |
| 國立臺北商業大學-桃園校區     | 1917年 （2014年）          | 臺灣總督府立商業學校 國立臺北商業專科學校 國立臺北商業技術學院                                             | [324]桃園市平鎮區福龍路一段100號（桃園校區） | 連結 （页面存档备份，存于） |
| 國立臺北科技大學-桃園農工校區 | 1911年 （1997年）          | 民政局學務部附屬工業講習所 臺北州立臺北工業學校 省立臺北工業專科學校 國立臺北工業專科學校 國立臺北技術學院 | [330]桃園市桃園區成功路二段144號（桃農校區） | 連結 （页面存档备份，存于） |

### 私立
| 學校名稱             | 創校時間 （復校/升格時間） | 學校前身                                   | 學校地址                                           | 網址                        |
| 健行科技大學         | 1933年 （2003年）          | 三極電信學校 健行工業專科學校 清雲技術學院 | [320]桃園市中壢區健行路229號                       | 連結 （页面存档备份，存于） |
| 龍華科技大學         | 1969年 （2001年）          | 龍華工業技藝專科學校                       | [333]桃園市龜山區萬壽路一段300號                   | 連結 （页面存档备份，存于） |
| 萬能科技大學         | 1972年 （2004年）          | 萬能工業技藝專科學校                       | [320]桃園市中壢區萬能路1號                         | 連結 （页面存档备份，存于） |
| 長庚科技大學         | 1988年 （2011年）          | 長庚護理專科學校                           | [333]桃園市龜山區文化一路261號（林口校區，校本部） | 連結 （页面存档备份，存于） |
| 南亞技術學院         | 1969年 （2000年）          | 南亞工業技藝專科學校                       | [320]桃園市中壢區中山東路三段414號                 | 連結 （页面存档备份，存于） |
| 新生醫護管理專科學校 | 1971年 （2005年）          | 新生醫護管理職業學校                       | [325]桃園市龍潭區中豐路高平段418號                 | 連結                        |

## 軍警院校
| 學校名稱                 | 學校地址                                                                                    | 網址                        |
| 國防大學                 | [334]桃園市八德區興豐路1000號（校本部，率真校區） [335]桃園市大溪區石園路75號（中正嶺校區） | 首頁 （页面存档备份，存于） |
| 陸軍專科學校             | [320]桃園市中壢區龍東路750號                                                                | 首頁                        |
| 陸軍後勤訓練中心         | [324]桃園市平鎮區                                                                           |                             |
| 陸軍通信電子資訊訓練中心 | [324]桃園市平鎮區                                                                           |                             |
| 陸軍化生放核訓練中心     | [334]桃園市八德區                                                                           |                             |
| 中央警察大學             | [333]桃園市龜山區樹人路56號                                                                 | 首頁 （页面存档备份，存于） |

## 宗教研修學院
| 學校名稱             | 學校地址                                                                                      | 網址                        |
| 聖德基督學院         | [320]桃園市中壢區新生路二段421號                                                              | 首頁 （页面存档备份，存于） |
| 基督教拓荒宣教神學院 | [320]桃園市中壢區內厝里2鄰內厝子17之6號                                                       | 首頁 （页面存档备份，存于） |
| 圓光佛學院           | [320]桃園市中壢區聖德路一段888巷11號(學院部) [320]桃園市中壢區月眉里五鄰圓光一路228號(校本部) | 首頁 （页面存档备份，存于） |
| 中華福音神學院       | [334]桃園市八德區長安街53號 (桃園校區)                                                        | 官網 （页面存档备份，存于） |